# Carmen Sevilla

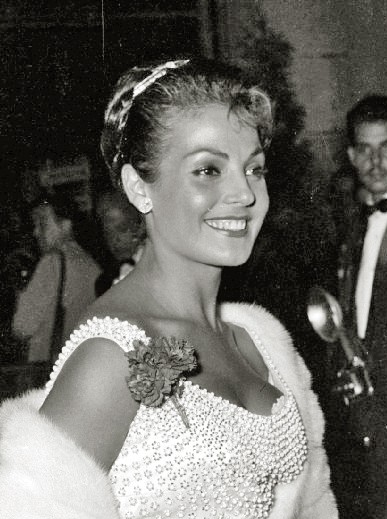
Carmen Sevilla (1956)

Carmen Sevilla (eigentlich Maria del Carmen Garcia Galisteo; * 16. Oktober 1930 in Sevilla; † 27. Juni 2023 in Madrid) war eine spanische Schauspielerin und Sängerin.

## Leben und Karriere
Carmen Garcia, die Tochter des Schriftstellers Antonio Garcia Padilla, begann ihre berufliche Tätigkeit im Alter von 13 Jahren als Balletttänzerin in der Tanztruppe von Estrellita Castro. Fünf Jahre später wurde die Künstlerin, die inzwischen den Namen ihrer Heimatstadt Sevilla zu ihrem Pseudonym erkoren hatte, von dem Regisseur Fernando de Fuentes zum Film gebracht. Bereits ihr zweiter Film Jalisco canta en Sevilla wurde ein großer Erfolg. 

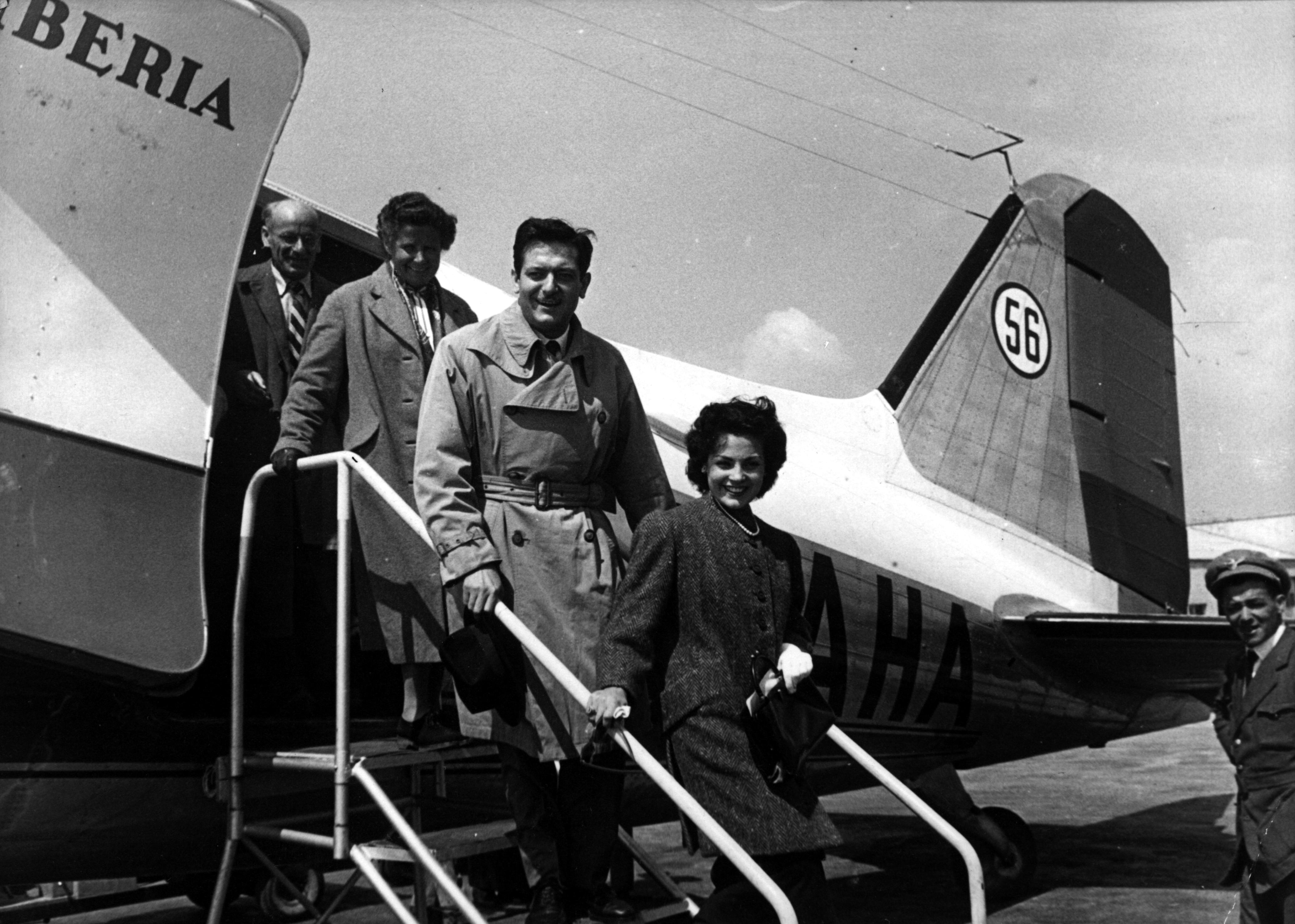
Carmen Sevilla und Alberto Closas (1948)

Die Rollen ihrer Filme boten ihr zumeist auch die Gelegenheit, ihre stimmlichen Qualitäten als Interpretin der Copla andaluza unter Beweis zu stellen. Besonders erfolgreich entwickelte sich die Zusammenarbeit mit dem Sänger und Schauspieler Luis Mariano, an dessen Seite Carmen Sevilla vor allem zu Beginn der 1950er Jahre auftrat. Mit ihrer Rolle der Katharina in einer Fassung von Shakespeares „Der Widerspenstigen Zähmung“ gelang ihr 1955 schließlich der Durchbruch. Einen weiteren Filmerfolg konnte die Schauspielerin 1958 in dem spanischen Filmdrama Die Rache von Juan Antonio Bardem verbuchen. Seitdem engagierten sie auch mehrfach in Spanien drehende ausländische Regisseure wie die Amerikaner John Berry, Don Siegel und Nicholas Ray.
1978 zog sich Carmen Sevilla vom Film zurück und hielt sich die kommenden anderthalb Jahrzehnte von der Öffentlichkeit fern. Anfang der 1990er Jahre kehrte die Künstlerin ins Showgeschäft zurück, diesmal als Gastgeberin und Präsentatorin von TV-Shows. Sevilla war von 1958 bis 1968 mit dem Komponisten Augusto Algueró verheiratet, aus der Ehe ging ein Kind hervor. Von 1985 bis zu seinem Tod 2000 war sie mit dem Filmgeschäftsmann Vicente Patuel Sánchez de Molina verheiratet.

## Filmografie (Auswahl)
- 1951: Sehnsucht nach Andalusien (Andalousie)
- 1952: Wir brauchen einen Mann (Le Désir et l’Amour)
- 1952: Die Veilchen der Kaiserin (Violettes impérieles)
- 1954: Die Liebesmühle (La picara molinera)
- 1954: Die wunderbare Liebe der Bianca Maria (Un caballero andaluz)
- 1955: Der große Verführer (Don Juan)
- 1955: Der Widerspenstigen Zähmung (Fierecilla domada)
- 1957: Flamenca – Ein Amerikaner in Spanien (Spanish Affair)
- 1957: Der Sohn des Scheik (Los amantes del desierto)
- 1957: Die Rache (La vendetta)
- 1961: König der Könige (King of Kings)
- 1967: La guerrillera de Villa
- 1971: El más fabuloso golpe del Far West
- 1978: Die Nacht der 100 Vögel (La noche de los cien pajaros)